# فهرست دهانه‌های برخوردی استرالیا

## دهانه‌های برخوردی پذیرفته شده
فهرست دهانه‌های برخوردی استرالیا همهٔ دهانه‌های برخوردی پذیرفته شده در فهرست دادگان برخوردهای زمین را در بر می‌گیرد. این دهانه‌ها همگی از برخورد شهاب‌سنگ‌ها یا دنباله‌دارهای بزرگ با زمین پدید آمده‌اند. از آنجایی که بیشتر این دهانه‌ها در گذر زمان دچار فرسایش شده یا در زیر خاک پنهان شده‌اند قطر گزارش شده در اینجا برآورد قطر لبهٔ اصلی بوده و ممکن است با ویژگی‌های جایگاه کنونی دهانه همخوانی نداشته باشد.
| جایگاه       | ایالت                  | قطر (کیلومتر) | سن (سال)           | مختصات                                                |
| ------------ | ---------------------- | ------------- | ------------------ | ----------------------------------------------------- |
| آکرامان      | استرالیای جنوبی        | ۹۰            | کمابیش ۵۹۰ میلیون  | ۳۲°۱′ جنوبی ۱۳۵°۲۷′ شرقی / ۳۲٫۰۱۷°جنوبی ۱۳۵٫۴۵۰°شرقی  |
| آملیا کریک   | قلمرو شمالی (استرالیا) | ۲۰            | ۱۶۶۰ - ۶۰۰ میلیون  | ۲۰°۵۵′ جنوبی ۱۳۴°۵۰′ شرقی / ۲۰٫۹۱۷°جنوبی ۱۳۴٫۸۳۳°شرقی |
| باکس‌هول      | قلمرو شمالی (استرالیا) | ۰٫۱۷          | ۵٬۴۰۰ ± ۱٬۵۰۰      | ۲۲°۳۷′ جنوبی ۱۳۵°۱۲′ شرقی / ۲۲٫۶۱۷°جنوبی ۱۳۵٫۲۰۰°شرقی |
| حوضه کنلی    | استرالیای غربی         | ۹             | <۶۰ میلیون         | ۲۳°۳۲′ جنوبی ۱۲۴°۴۵′ شرقی / ۲۳٫۵۳۳°جنوبی ۱۲۴٫۷۵۰°شرقی |
| کرافورد      | استرالیای جنوبی        | ۸٫۵           | > ۳۵ میلیون        | ۳۴°۴۳′ جنوبی ۱۳۹°۲′ شرقی / ۳۴٫۷۱۷°جنوبی ۱۳۹٫۰۳۳°شرقی  |
| دالگارانگا   | استرالیای غربی         | ۰٫۰۲۴         | کمابیش ۳٬۰۰۰       | ۲۷°۳۸′ جنوبی ۱۱۷°۱۷′ شرقی / ۲۷٫۶۳۳°جنوبی ۱۱۷٫۲۸۳°شرقی |
| فلکسمن       | استرالیای جنوبی        | ۱۰            | > ۳۵ میلیون        | ۳۴°۳۷′ جنوبی ۱۳۹°۴′ شرقی / ۳۴٫۶۱۷°جنوبی ۱۳۹٫۰۶۷°شرقی  |
| فوئلش        | قلمرو شمالی (استرالیا) | ۶             | > ۵۴۵ میلیون       | ۱۶°۴۰′ جنوبی ۱۳۶°۴۷′ شرقی / ۱۶٫۶۶۷°جنوبی ۱۳۶٫۷۸۳°شرقی |
| گلیکسون      | استرالیای غربی         | ~۱۹           | <۵۰۸ میلیون        | ۲۳°۵۹′ جنوبی ۱۲۱°۳۴′ شرقی / ۲۳٫۹۸۳°جنوبی ۱۲۱٫۵۶۷°شرقی |
| گوت پداک     | استرالیای غربی         | ۵٫۱           | <۵۰ میلیون         | ۱۸°۲۰′ جنوبی ۱۲۶°۴۰′ شرقی / ۱۸٫۳۳۳°جنوبی ۱۲۶٫۶۶۷°شرقی |
| گوسس بلاف    | قلمرو شمالی (استرالیا) | ۲۲            | ۱۴۲٫۵ ± ۰٫۸ میلیون | ۲۳°۴۹′ جنوبی ۱۳۲°۱۹′ شرقی / ۲۳٫۸۱۷°جنوبی ۱۳۲٫۳۱۷°شرقی |
| گویدر        | قلمرو شمالی (استرالیا) | ۳             | <۱٫۴ میلیارد       | ۱۳°۹′ جنوبی ۱۳۵°۲′ شرقی / ۱۳٫۱۵۰°جنوبی ۱۳۵٫۰۳۳°شرقی   |
| هنبری        | قلمرو شمالی (استرالیا) | ۰٫۱۵۷         | ۴۲۰۰ ± ۱۹۰۰        | ۲۴°۳۴′ جنوبی ۱۳۳°۸′ شرقی / ۲۴٫۵۶۷°جنوبی ۱۳۳٫۱۳۳°شرقی  |
| کلی وست      | قلمرو شمالی (استرالیا) | ۱۰            | > ۵۵۰ میلیون       | ۱۹°۵۶′ جنوبی ۱۳۳°۵۷′ شرقی / ۱۹٫۹۳۳°جنوبی ۱۳۳٫۹۵۰°شرقی |
| لاون هیل     | کوئینزلند              | ۱۸            | > ۵۱۵ میلیون       | ۱۸°۴۰′ جنوبی ۱۳۸°۳۹′ شرقی / ۱۸٫۶۶۷°جنوبی ۱۳۸٫۶۵۰°شرقی |
| لیورپول      | قلمرو شمالی (استرالیا) | ۱٫۶           | ۱۰۰۰ - ۵۴۳ میلیون  | ۱۲°۲۴′ جنوبی ۱۳۴°۳′ شرقی / ۱۲٫۴۰۰°جنوبی ۱۳۴٫۰۵۰°شرقی  |
| مونت توندینا | استرالیای جنوبی        | ۴             | <۱۱۰ میلیون        | ۲۷°۵۷′ جنوبی ۱۳۵°۲۲′ شرقی / ۲۷٫۹۵۰°جنوبی ۱۳۵٫۳۶۷°شرقی |
| پیکانینی     | استرالیای غربی         | ۷             | <۳۶۰ میلیون        | ۱۷°۲۶′ جنوبی ۱۲۸°۲۶′ شرقی / ۱۷٫۴۳۳°جنوبی ۱۲۸٫۴۳۳°شرقی |
| شومیکر       | استرالیای غربی         | ۳۰            | پیشین‌زیستی         | ۲۵°۵۲′ جنوبی ۱۲۰°۵۳′ شرقی / ۲۵٫۸۶۷°جنوبی ۱۲۰٫۸۸۳°شرقی |
| اسپایدر      | استرالیای غربی         | ۱۳            | > ۵۷۰ میلیون       | ۱۶°۴۴′ جنوبی ۱۲۶°۵′ شرقی / ۱۶٫۷۳۳°جنوبی ۱۲۶٫۰۸۳°شرقی  |
| استرنج‌ویز    | قلمرو شمالی (استرالیا) | ۲۵            | ۶۴۶ ± ۴۲ میلیون    | ۱۵°۱۲′ جنوبی ۱۳۳°۳۵′ شرقی / ۱۵٫۲۰۰°جنوبی ۱۳۳٫۵۸۳°شرقی |
| توکونوکا     | کوئینزلند              | ۵۵            | ۱۲۸ ± ۵ میلیون     | ۲۷°۷′ جنوبی ۱۴۲°۵۰′ شرقی / ۲۷٫۱۱۷°جنوبی ۱۴۲٫۸۳۳°شرقی  |
| ویورز        | استرالیای غربی         | ۰٫۰۸          | <۲۰ هزار           | ۲۲°۵۸′ جنوبی ۱۲۵°۲۲′ شرقی / ۲۲٫۹۶۷°جنوبی ۱۲۵٫۳۶۷°شرقی |
| ولف کریک     | استرالیای غربی         | ۰٫۸۷۵         | ۳۰۰٬۰۰۰            | ۱۹°۱۰′ جنوبی ۱۲۷°۴۸′ شرقی / ۱۹٫۱۶۷°جنوبی ۱۲۷٫۸۰۰°شرقی |
| وودلی        | استرالیای غربی         | ۶۰ تا ۱۲۰     | ۳۶۴ ± ۸ میلیون     | ۲۶°۳′ جنوبی ۱۱۴°۴۰′ شرقی / ۲۶٫۰۵۰°جنوبی ۱۱۴٫۶۶۷°شرقی  |
| یارابوبا     | استرالیای غربی         | ۳۰            | کمابیش ۲ میلیارد   | ۲۷°۱۰′ جنوبی ۱۱۸°۵۰′ شرقی / ۲۷٫۱۶۷°جنوبی ۱۱۸٫۸۳۳°شرقی |

## دهانه‌های برخوردی پذیرفته نشده
دهانه‌هایی که در اینجا فهرست شده‌اند گمان می‌رود دهانه‌های برخوردی باشند ولی نشانه‌های یافت شده صددرصد نیستند و به همین دلیل در دادگان برخوردهای زمین پذیرفته نشده‌اند.
| نام                                          | ایالت                       | قطر                                         | سن                | مختصات                                                               |
| -------------------------------------------- | --------------------------- | ------------------------------------------- | ----------------- | -------------------------------------------------------------------- |
| بداوت                                        | اقیانوس هند، استرالیای غربی | ۲۰۰ کیلومتر                                 | ۲۵۰ میلیون        | ۱۸° جنوبی ۱۱۹° شرقی / ۱۸°جنوبی ۱۱۹°شرقی                              |
| دهانه داروین                                 | تاسمانی                     | ۱٫۲ کیلومتر                                 | ۸۰۰ هزار          | ۴۲°۱۹′ جنوبی ۱۴۵°۴۰′ شرقی / ۴۲٫۳۱۷°جنوبی ۱۴۵٫۶۶۷°شرقی                |
| حوضه واربرتن خاوری                           | استرالیای جنوبی             | >۲۰۰ کیلومتر                                | کمابیش ۳۶۰ میلیون | ۲۷°۰′ جنوبی ۱۴۰°۵′ شرقی / ۲۷٫۰۰۰°جنوبی ۱۴۰٫۰۸۳°شرقی                  |
| ابرساختار برخوردی کامبرین/پرکامبرین استرالیا | قلمرو شمالی (استرالیا)      | چندین حلقه: از ۵۰۰ کیلومتر تا ۲٬۰۰۰ کیلومتر | ۵۴۵ میلیون        | ۲۵°۳۳′ جنوبی ۱۳۱°۲۳′ شرقی / ۲۵٫۵۵۰°جنوبی ۱۳۱٫۳۸۳°شرقی                |
| دهانه هیکمن                                  | نیومن، استرالیای غربی       | ۲۷۰ متر                                     | ۱۰ تا ۱۰۰ هزار    | ۲۳°۲′۱۳٫۴″ جنوبی ۱۱۹°۴۰′۵۹٫۳″ شرقی / ۲۳٫۰۳۷۰۵۶°جنوبی ۱۱۹٫۶۸۳۱۳۹°شرقی |
| برخورد ناشناخته                              | حوضه کوپر، استرالیای جنوبی  | ۸۰ کیلومتر - ۱۶۰ کیلومتر                    | ۳۰۰ میلیون        | (مرکز برخورد ناشناخته است)                                           |